# Stromfaden
Der Stromfaden ist eine eindimensionale Modellvorstellung in der Strömungslehre.
Ein Stromfaden wird definiert als das Fluid innerhalb einer imaginären, dünnen Röhre, deren Mantelfläche von Stromlinien gebildet wird. Das bedeutet, dass keine Strömung durch die Mantelfläche eines Stromfadens treten kann, da eine Strömung immer tangential zu den Stromlinien verläuft.
Über dem Querschnitt des Stromfadens sind die Dichte, der Druck, die Geschwindigkeit und die Temperatur konstant (d. h. das Strömungsprofil ist eine Gerade). Diese Größen können sich allerdings längs des Stromfadens ändern, d. h. sie sind im Allgemeinen Funktionen der Weglänge.
Bei der Stromfadentheorie wird die Gesamtströmung eines Systems durch die Strömung in einem Stromfaden betrachtet.